# Juan Francisco Masdeu
Juan Francisco Masdeu o Masdéu (Palermo, Italia, 4 de octubre de 1744 - Valencia, 11 de abril de 1817) fue un jesuita, historiador y estudioso de la literatura española.

## Biografía
Nació en Palermo en 1744 en el seno de una familia catalana que estaba al servicio de Carlos III cuando era rey de las Dos Sicilias. Residió en Italia buena parte de su vida y su vocación histórica fue bastante tardía y marcada por su anti-italianismo; es más, a pesar de ser jesuita, fue un decidido regalista, esto es, defensor de las tradiciones, privilegios y autonomía de la Iglesia Española frente al Papa. Ingresó en la Compañía de Jesús el 19 de diciembre de 1759 y fue profesor en los seminarios jesuitas de Ferrara y Ascoli. Fuera de algunos insípidos sonetos arcádicos que compuso él mismo, tradujo al italiano una bien escogida antología de líricos españoles del Siglo de Oro que publicó al final del tomo III de la segunda parte del Saggio storico-apologetico della letteratura spagnuola del abate Francisco Javier Llampillas, y la amplió luego en dos tomos que hizo imprimir en Roma en 1786. Durante los años que pasó en Bolonia a partir de 1775 estudiando Derecho en su universidad, se contagió del prurito polémico que invadía a tantos jesuitas españoles expulsos desde 1767, nacido de las mismas incomprensiones sobre las cosas de España que habían mostrado Girolamo Tiraboschi y Saverio Bettinelli y habían inspirado el espíritu nacionalista del abate Llampillas, y publicó una extensa obra histórica y de crítica literaria en defensa de España. Aunque volvió a ella en 1799, se exilió de nuevo y retornó definitivamente ya en 1815, reinando Fernando VII, poco antes de morir.
Su obra más importante es la Storia critica di  Spagna e della cultura spagnuola in ogni genere, preceduta da un Discorso preliminare (Foligno, 1781). El "Discurso preliminar" contiene solo la parte positiva de una gran sátira contra los italianos en contraste con los españoles compuesta en Bolonia y que estuvo a pique de imprimirse completamente en Bolonia cuando se detuvo la imprenta, prudentemente. El segundo volumen de la Storia critica se publicó a duras penas en Florencia en 1787. La obra no fue leída apenas por los italianos y Masdeu, que había escrito en italiano los seis primeros tomos, tradujo el primero al español y los restantes su paisano, amigo y compañero de destierro Bernardo Arana. La edición española comenzó en 1783 y prosiguió hasta el vigésimo volumen, publicado en 1805. Miguel Batllori afirma que la indiferencia con que fue acogida la obra por los italianos agrió definitivamente el carácter de Masdeu y, a partir del tomo séptimo, primero de los que empezó a redactar en español, se acentuó muchísimo más su actitud antiitaliana. En España, por el contrario, la aparición del primer volumen le supuso una pensión doble del gobierno y más tarde se le dispensó, además, una suma para que pagara las deudas contraídas por la publicación del segundo volumen en italiano. La Inquisición, en 1826, puso la obra en el Índice de libros prohibidos hasta que fuera expurgada de su fanático regalismo y galicanismo. Aunque se denomina "historia crítica", siguiendo los postulados en cuanto a concepción de la historia de la Ilustración, no llega a desautorizar las tradiciones jacobeas, algo que ya causó el enfado de Jovellanos cuando leyó la obra, según consigna el Diario de este último. Sin embargo, utilizó a fondo las aportaciones críticas de los novatores Juan Ferreras y Francisco de Berganza.

## Obras
- Historia crítica de España y de su cultura (1783-1805), que comprende hasta el siglo XI (20 volúmenes)
- Arte poética fácil (1801)
- Arte poética italiana (1803)

- Datos: Q9015516